# Giải đua ô tô Công thức 1 Úc 2025
Giải đua ô tô Công thức 1 Úc 2025 (tên chính thức là Formula 1 Louis Vuitton Australian Grand Prix 2025) là một chặng đua Công thức 1 được tổ chức vào ngày 16 tháng 3 năm 2024 tại Trường đua Albert Park ở Melbourne, Victoria, Úc. Chặng đua này là chặng đua mở màn của Giải đua xe Công thức 1 2025.
Lando Norris (McLaren) đã giành chiến thắng từ vị trí pole trước Max Verstappen (Red Bull Racing) và George Russell (Mercedes). Chiến thắng của Norris đánh dấu lần đầu tiên McLaren giành chiến thắng tại Melbourne kể từ năm 2012.

## Bối cảnh
Giải đua ô tô Công thức 1 Úc 2025 được tổ chức từ ngày 14 tháng 3 đến ngày 16 tháng 3 tại Trường đua Albert Park ở Melbourne. Chặng đua này là chặng đua mở màn của Giải đua xe Công thức 1 2025 và đồng thời là phiên bản thứ 39 của Giải đua ô tô Công thức 1 Úc với tư cách là một chặng đua chính thức thuộc Giải đua xe Công thức 1. Đây cũng là Giải đua ô tô Công thức 1 Úc đầu tiên được tổ chức với tư cách là chặng đua mở màn mùa giải kể từ năm 2019.

### Danh sách các tay đua và đội đua
Danh sách các tay đua và đội đua cho chặng đua này không có thay đổi nào so với danh sách các tay đua và đội đua tham gia mùa giải.
Oliver Bearman, Andrea Kimi Antonelli, Jack Doohan, Gabriel Bortoleto, Liam Lawson và Isack Hadjar sẽ lần đầu ra mắt với tư cách là tay đua toàn thời gian với Haas, Mercedes, Alpine, Sauber, Red Bull Racing và Racing Bulls.
Lewis Hamilton tham gia chặng đua đầu tiên với tư các là tay đua Ferrari, sau khi trải qua mười hai mùa giải với Mercedes, cũng như thi đấu trong mùa giải đầu tiên với đội đua không sử dụng động cơ Mercedes. Esteban Ocon, Nico Hülkenberg và Carlos Sainz Jr. lần lượt ra mắt cho Haas, Sauber và Williams.

### Lựa chọn hợp chất lốp
Nhà cung cấp lốp xe Pirelli mang đến các hợp chất lốp C3, C4 và C5, lần lượt được tiêu chuẩn hóa là cứng (hard), trung bình (medium) và mềm (soft) để các đội sử dụng trong suốt sự kiện này.

## Tường thuật

### Buổi đua thử
Ba buổi đua thử được tổ chức tại Giải đua ô tô Công thức 1 Úc 2025. Buổi đua thử đầu tiên được tổ chức vào ngày 14 tháng 3 năm 2024 lúc 12:30 giờ địa phương (UTC+11). Lando Norris (McLaren) đứng đầu buổi đua thử này trước Carlos Sainz Jr. (Williams) và Charles Leclerc (Ferrari). Buổi đua thử này bị gián đoạn sau khi Oliver Bearman (Haas) va chạm và làm hỏng chiếc xe của mình.
Buổi đua thử thứ hai được tổ chức vào lúc 16:00 giờ địa phuơng (UTC+11) cùng ngày. Charles Leclerc của Ferrari đứng đầu buổi đua thử này trước cặp tay đua McLaren là Norris và Oscar Piastri. Cú va chạm của Bearman trong buổi đua thử đầu tiên đã khiến anh phải bỏ lỡ buổi tập thứ hai, cùng với việc hộp số và động cơ được thay thế trong chiếc xe của anh.
Buổi đua thử thứ ba và cuối cùng được tổ chức vào ngày 15 tháng 3 năm 2024 lúc 12:30 giờ địa phương (UTC+11). Piastri đứng đầu buổi đua thử này trước George Russell (Mercedes) và Verstappen (Red Bull Racing).

### Vòng phân hạng
Vòng phân hạng được tổ chức vào ngày 15 tháng 3 năm 2024 lúc 16:00 giờ địa phương (UTC+11) và bao gồm ba phần với thời gian là 45 phút. Các tay đua có 18 phút ở phần đầu tiên (Q1) để tiếp tục tham gia phần thứ hai (Q2) của vòng phân hạng. Tất cả các tay đua đạt được thời gian trong phần đầu tiên với thời gian tối đa 107% thời gian nhanh nhất được phép tham gia cuộc đua. 15 tay đua dẫn đầu phần này lọt vào phần tiếp theo. Sau khi Q1 kết thúc, Lando Norris (McLaren) đứng đầu với thời gian nhanh nhất là 1:15,912 phút trong khi Andrea Kimi Antonelli (Mercedes), Nico Hülkenberg (Sauber), Liam Lawson (Red Bull Racing) và cả hai tay đua Haas bị loại.
Phần thứ hai (Q2) kéo dài 15 phút và mười tay đua nhanh nhất của phần này đi tiếp vào phần thứ ba (Q3) và cuối cùng của vòng phân hạng. Sau khi Q2 kết thúc, Norris đứng đầu với thời gian nhanh nhất là 1:15,415 phút trong khi Isack Hadjar (Racing Bulls), cả hai tay đua Aston Martin, Jack Doohan (Alpine) và Gabriel Bortoleto (Sauber) bị loại.
Phần thứ ba (Q3) và cuối cùng kéo dài mười hai phút, trong đó mười vị trí xuất phát đầu tiên được xác định sẵn cho cuộc đua. Với thời gian nhanh nhất là 1:15,096 phút, Norris giành vị trí pole trước đồng đội của mình tại McLaren là Oscar Piastri và Max Verstappen.

### Cuộc đua chính
Phiên xuất phát cuộc đua bị hủy bỏ do Isack Hadjar (Racing Bulls) va chạm với chiếc xe của mình trong vòng đua khởi động, khiến cuộc đua chính được giảm xuống từ 58 còn 57 vòng đua. Norris đã dẫn đầu phần lớn cuộc đua mặc dù đã để đã mất vị trí dẫn đầu trong thời gian ngắn khi anh và đồng đội Piastri mất kiểm soát trong điều kiện mưa ướt trung gian. Piastri đã bị mắc cạn trong một thời gian ngắn trước khi anh tự giải thoát, tụt xuống vị trí thứ 13 và hồi phục để về đích thứ 9. Verstappen (Red Bull Racing) đã bám sát Norris cho đến khi cuộc đua kết thúc trong khi Norris đã giữ Verstappen ở phía sau để đem về chiến thắng cho McLaren. Đây chính là chiến thắng đầu tiên của McLaren tại Úc kể từ năm 2012. Bên cạnh đó, Norris cũng đã phá vỡ kỷ lục của Verstappen về số ngày liên tiếp dẫn đầu bảng xếp hạng các tay đua, mà tay đua của Red Bull đã nắm giữ kể từ Giải đua ô tô Công thức 1 Tây Ban Nha 2022. Các tay đua còn lại ghi điểm trong chặng đua này là Andrea Kimi Antonelli, Alexander Albon, Lance Stroll, Nico Hülkenberg, Charles Leclerc, Piastri và Lewis Hamilton. Sau Giải đua ô tô Công thức 1 Úc, Norris dẫn đầu bảng xếp hạng các tay đua trước Verstappen (18 điểm) và Russell (15 điểm) với 25 điểm. McLaren dẫn đầu bảng xếp hạng các đội đua trước Mercedes (27 điểm) và Red Bull Racing (18 điểm) với 27 điểm.

## Kết quả

### Vòng phân hạng
| Vị trí                   | Số xe | Tay đua               | Đội đua                      | Q1                  | Q2       | Q3       | Vị trí xuất phát |
| ------------------------ | ----- | --------------------- | ---------------------------- | ------------------- | -------- | -------- | ---------------- |
| 1                        | 4     | Lando Norris          | McLaren-Mercedes             | 1:15,912            | 1:15,415 | 1:15,096 | 1                |
| 2                        | 81    | Oscar Piastri         | McLaren-Mercedes             | 1:16,062            | 1:15,468 | 1:15,180 | 2                |
| 3                        | 1     | Max Verstappen        | Red Bull Racing-Honda RBPT   | 1:16,018            | 1:15,565 | 1:15,481 | 3                |
| 4                        | 63    | George Russell        | Mercedes                     | 1:15,971            | 1:15,789 | 1:15,546 | 4                |
| 5                        | 22    | Tsunoda Yūki          | Racing Bulls-Honda RBPT      | 1:16,225            | 1:16,009 | 1:15,670 | 5                |
| 6                        | 23    | Alexander Albon       | Williams-Mercedes            | 1:16,245            | 1:16,017 | 1:15,737 | 6                |
| 7                        | 16    | Charles Leclerc       | Ferrari                      | 1:16,029            | 1:15,827 | 1:15,755 | 7                |
| 8                        | 44    | Lewis Hamilton        | Ferrari                      | 1:16,213            | 1:15,919 | 1:15,973 | 8                |
| 9                        | 10    | Pierre Gasly          | Alpine-Renault               | 1:16,328            | 1:16,112 | 1:15,980 | 9                |
| 10                       | 55    | Carlos Sainz Jr.      | Williams-Mercedes            | 1:16,360            | 1:15,931 | 1:16,062 | 10               |
| 11                       | 6     | Isack Hadjar          | Racing Bulls-Honda RBPT      | 1:16,354            | 1:16,175 | –        | 11               |
| 12                       | 14    | Fernando Alonso       | Aston Martin Aramco-Mercedes | 1:16,288            | 1:16,453 | –        | 12               |
| 13                       | 18    | Lance Stroll          | Aston Martin Aramco-Mercedes | 1:16,369            | 1:16,483 | –        | 13               |
| 14                       | 7     | Jack Doohan           | Alpine-Renault               | 1:16,315            | 1:16,863 | –        | 14               |
| 15                       | 5     | Gabriel Bortoleto     | Kick Sauber-Ferrari          | 1:16,516            | 1:17,520 | –        | 15               |
| 16                       | 12    | Andrea Kimi Antonelli | Mercedes                     | 1:16,525            | –        | –        | 16               |
| 17                       | 27    | Nico Hülkenberg       | Kick Sauber-Ferrari          | 1:16,579            | –        | –        | 17               |
| 18                       | 30    | Liam Lawson           | Red Bull Racing-Honda RBPT   | 1:17,094            | –        | –        | Làn pit1         |
| 19                       | 31    | Esteban Ocon          | Haas-Ferrari                 | 1:17,174            | –        | –        | 19               |
| Thời gian 107%: 1:21,225 |       |                       |                              |                     |          |          |                  |
| 20                       | 87    | Oliver Bearman        | Haas-Ferrari                 | Không lập thời gian | –        | –        | 202              |

Chú thích
- ^1  – Liam Lawson vượt qua vòng phân hạng ở vị trí thứ 18, nhưng được yêu cầu xuất phát cuộc đua từ làn pit vì xe của anh đã được sửa đổi trong điều kiện parc fermé.
- ^2  – Oliver Bearman không đặt thời gian trong vòng phân hạng. Anh được phép đua theo quyết định của ban quản lý.

### Cuộc đua chính
| Vị trí                                                                                 | Số xe | Tay đua               | Đội đua                      | Số vòng | Thời gian/ Bỏ cuộc | Vị trí xuất phát | Số điểm |
| -------------------------------------------------------------------------------------- | ----- | --------------------- | ---------------------------- | ------- | ------------------ | ---------------- | ------- |
| 1                                                                                      | 4     | Lando Norris          | McLaren-Mercedes             | 57      | 1:42:06,304        | 1                | 25      |
| 2                                                                                      | 1     | Max Verstappen        | Red Bull Racing-Honda RBPT   | 57      | + 0,895            | 3                | 18      |
| 3                                                                                      | 63    | George Russell        | Mercedes                     | 57      | + 8,481            | 4                | 15      |
| 4                                                                                      | 12    | Andrea Kimi Antonelli | Mercedes                     | 57      | + 10,135           | 16               | 12      |
| 5                                                                                      | 23    | Alexander Albon       | Williams-Mercedes            | 57      | + 12,773           | 6                | 10      |
| 6                                                                                      | 18    | Lance Stroll          | Aston Martin Aramco-Mercedes | 57      | + 17,413           | 13               | 8       |
| 7                                                                                      | 27    | Nico Hülkenberg       | Kick Sauber-Ferrari          | 57      | + 18,423           | 17               | 6       |
| 8                                                                                      | 16    | Charles Leclerc       | Ferrari                      | 57      | + 19,826           | 7                | 4       |
| 9                                                                                      | 81    | Oscar Piastri         | McLaren-Mercedes             | 57      | + 20,448           | 2                | 2       |
| 10                                                                                     | 44    | Lewis Hamilton        | Ferrari                      | 57      | + 22,473           | 8                | 1       |
| 11                                                                                     | 10    | Pierre Gasly          | Alpine-Renault               | 57      | + 26,502           | 9                |         |
| 12                                                                                     | 22    | Tsunoda Yūki          | Racing Bulls-Honda RBPT      | 57      | + 29,884           | 5                |         |
| 13                                                                                     | 31    | Esteban Ocon          | Haas-Ferrari                 | 57      | + 33,161           | 19               |         |
| 14                                                                                     | 87    | Oliver Bearman        | Haas-Ferrari                 | 57      | + 40,351           | Làn pit          |         |
| Bỏ cuộc                                                                                | 30    | Liam Lawson           | Red Bull Racing-Honda RBPT   | 46      | Tai nạn            | Làn pit          |         |
| Bỏ cuộc                                                                                | 5     | Gabriel Bortoleto     | Kick Sauber-Ferrari          | 45      | Tai nạn            | 15               |         |
| Bỏ cuộc                                                                                | 14    | Fernando Alonso       | Aston Martin Aramco-Mercedes | 32      | Tai nạn            | 12               |         |
| Bỏ cuộc                                                                                | 55    | Carlos Sainz Jr.      | Williams-Mercedes            | 0       | Tai nạn            | 10               |         |
| Bỏ cuộc                                                                                | 7     | Jack Doohan           | Alpine-Renault               | 0       | Tai nạn            | 14               |         |
| KXP                                                                                    | 6     | Isack Hadjar          | Racing Bulls-Honda RBPT      | 0       | Tai nạn            | —2               |         |
| Vòng đua nhanh nhất: Lando Norris (McLaren-Mercedes) - 1:22,167 phút (vòng đua thứ 43) |       |                       |                              |         |                    |                  |         |
| Tay đua xuất sắc nhất cuộc đua: Lando Norris (McLaren-Mercedes), 20,7% số phiếu bầu    |       |                       |                              |         |                    |                  |         |

Chú thích
- ^1  – Cuộc đua dự kiến được hoàn thành trong 58 vòng trước khi bị rút ngắn một vòng do thủ tục xuất phát khởi động bị hủy bỏ.
- ^2  – Isack Hadjar không bắt đầu cuộc đua vì anh gặp tai nạn trong vòng đua khởi động. Vị trí của anh ấy trên đoàn đua xuất phát do đó đã bị bỏ trống.

## Bảng xếp hạng sau chặng đua

### Bảng xếp hạng các tay đua
| Vị trí | Tay đua               | Đội đua                      | Số điểm | Thay đổi vị trí |
| ------ | --------------------- | ---------------------------- | ------- | --------------- |
| 1      | Lando Norris          | McLaren-Mercedes             | 25      | +/-0            |
| 2      | Max Verstappen        | Red Bull Racing-Honda RBPT   | 18      | +/-0            |
| 3      | George Russell        | Mercedes                     | 15      | +/-0            |
| 4      | Andrea Kimi Antonelli | Mercedes                     | 12      | +/-0            |
| 5      | Alexander Albon       | Williams-Mercedes            | 10      | +/-0            |
| 6      | Lance Stroll          | Aston Martin Aramco-Mercedes | 8       | +/-0            |
| 7      | Nico Hülkenberg       | Kick Sauber-Ferrari          | 6       | +/-0            |
| 8      | Charles Leclerc       | Ferrari                      | 4       | +/-0            |
| 9      | Oscar Piastri         | McLaren-Mercedes             | 2       | +/-0            |
| 10     | Lewis Hamilton        | Ferrari                      | 1       | +/-0            |

- Lưu ý: Chỉ có mười vị trí đứng đầu được liệt kê trên bảng xếp hạng này.

### Bảng xếp hạng các đội đua
| Vị trí | Đội đua                      | Số điểm | Thay đổi vị trí |
| ------ | ---------------------------- | ------- | --------------- |
| 1      | McLaren-Mercedes             | 27      | +/-0            |
| 2      | Mercedes                     | 27      | +/-0            |
| 3      | Red Bull Racing-Honda RBPT   | 18      | +/-0            |
| 4      | Williams-Mercedes            | 10      | +/-0            |
| 5      | Aston Martin Aramco-Mercedes | 8       | +/-0            |
| 6      | Kick Sauber-Ferrari          | 6       | +/-0            |
| 7      | Ferrari                      | 5       | +/-0            |
| 8      | Alpine-Renault               | 0       | +/-0            |
| 9      | RB-Honda RBPT                | 0       | +/-0            |
| 10     | Haas-Ferrari                 | 0       | +/-0            |